# Pedro Almodóvar
Pedro Almodóvar Caballero (AFI: [ˈpeðɾo almoˈðoβaɾ kaβaˈʝeɾo]; Calzada de Calatrava, 25 settembre 1949) è un regista, sceneggiatore, produttore cinematografico, scrittore e musicista spagnolo.
In attività sin dai tardi anni Settanta del XX secolo, è considerato il regista più popolare del cinema spagnolo, nonché rinomato a livello internazionale. Nel corso della sua carriera è stato premiato con due Premi Oscar, cinque premi BAFTA, due Golden Globe e altrettanti Emmy Awards e due Leoni d'oro alla Mostra internazionale d'arte cinematografica, di cui uno alla carriera nel 2019 e uno al miglior film nel 2024.

## Biografia

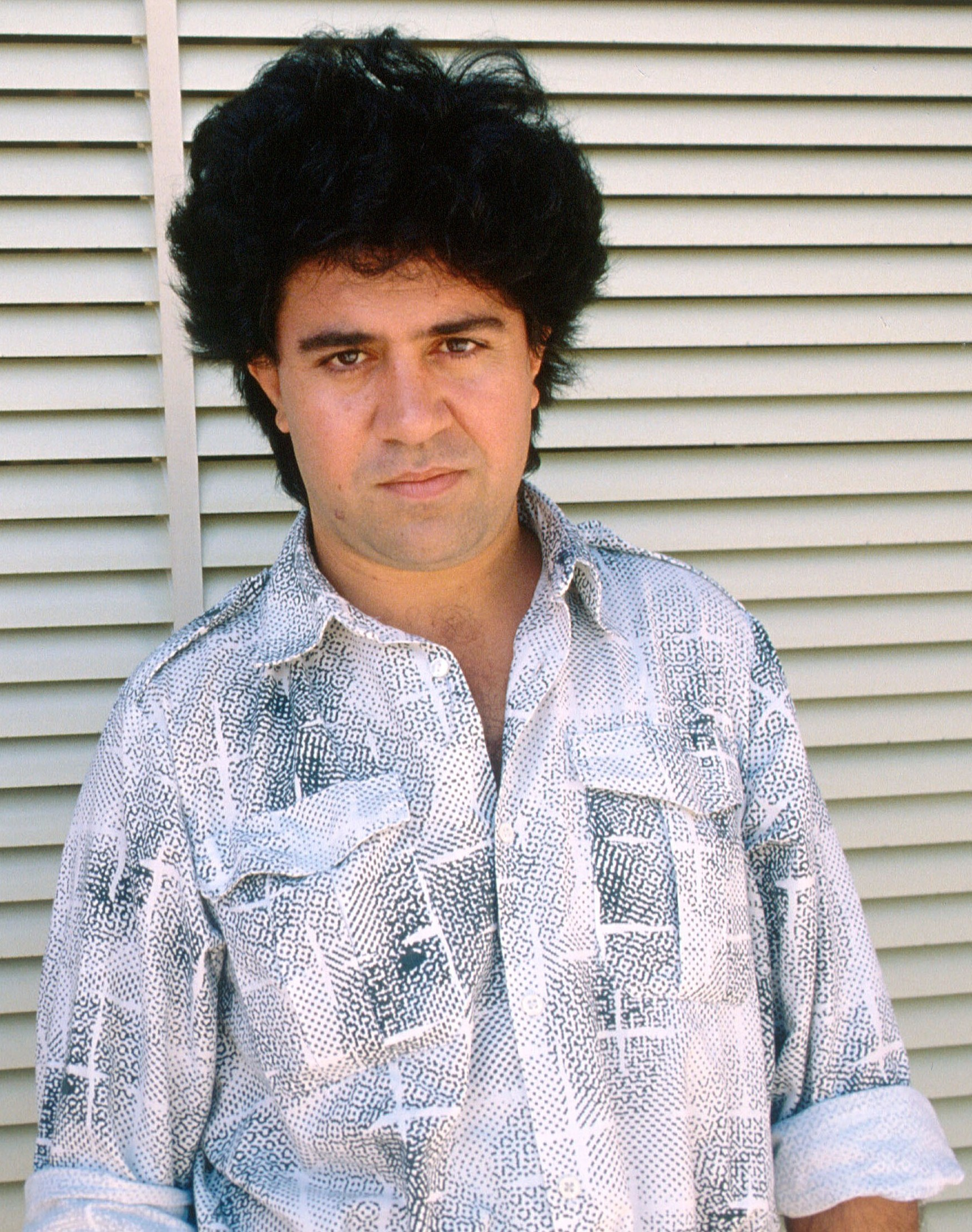
Pedro Almodóvar alla Mostra del cinema di Venezia del 1988

Nasce a Calzada de Calatrava, nella Castiglia-La Mancia, il 25 settembre del 1949. All'età di otto anni si trasferisce con la famiglia in Estremadura, dove studia presso i frati Francescani e Salesiani. A sedici anni si trasferisce a Madrid per studiare alla Scuola Nazionale di Cinema. Lavora per dodici anni nella società Telefónica e contemporaneamente si interessa di cinema e di teatro d'avanguardia, prendendo parte come membro del gruppo teatrale Los Goliardos. Nello stesso periodo si dedica alla pubblicazione di fumetti e racconti in riviste underground. Nei primi anni ottanta gira anche i suoi primi lungometraggi.

## Carriera

### Gli esordi e i primi riconoscimenti (1978-1987)
Trasferitosi a Madrid nel 1967 per studiare cinema, inizia a produrre i suoi primi corti nel 1974 in formato Super 8, con una camera acquistata con i risparmi guadagnati lavorando presso la compagnia di telecomunicazioni Telefónica. I corti vengono proiettati in diversi bar e centri della della movida culturale della capitale spagnola, e nel 1978 realizza il suo primissimo film sempre in formato Super 8, Folle, folle, fólleme, Tim.
Esordisce due anni dopo, nel 1980, con Pepi, Luci, Bom e le altre ragazze del mucchio, una storia di tre donne molto diverse tra loro ma accomunate dagli stessi disagi nella Spagna post franchista. Prodotto a basissimo budget, fu presentato al Festival internazionale del cinema di San Sebastián. È seguito da: Labirinto di passioni (1982), incentrato su una cantante ninfonamene (interpretata da Cecilia Roth) che si innamora di un principe omossessuale, e in cui il regista appare in un lungo cameo; L'indiscreto fascino del peccato (1983), un melodramma dai toni grotteschi incentrato su una ragazza in fuga in un convento di suore anticomformiste, presentato alla quarantesima Mostra del cinema di Venezia tra numerose polemiche, dopo che era già stata rifiutato a Festival di Cannes per le sue tematiche; e Che ho fatto io per meritare questo? (1984), storia di una famiglia disfunzionale nella periferia madrilena, un omaggio a detta del regista al neoralismo italiano ed influenzato da scritti di Roald Dahl e Truman Capote. In questi film si trovano storie surreali, personaggi eccentrici e il regista alterna il registro drammatico con quello comico, la tragedia e la parodia.. Con Matador (1986) e La legge del desiderio (1987) inizia a definirsi la componente melodrammatica del suo cinema, pur sempre venata di toni ironici: il primo è la storia di un torero (interpretato da Antonio Banderas, interprete regolare dei suoi film) che rimane imbrigliato in una serie di omicidi compiuti da una misteriosa donna, e vede un incumpimento generale dei toni rispetto ai film precedenti del regista. La legge del desiderio vede una svolta dal punto di vista della libertà creativa del regista, essendo il primo film prodotto dalla sua casa di produzione, El Deseo, fondata insieme al fratello Agustin. Al centro della pellicola troviamo un triangolo amoroso omossessuale a cui si mischiano tematiche transgender. 

### Il successo (1988-1999)
Donne sull'orlo di una crisi di nervi del 1988 ottiene la consacrazione a livello internazionale, coronata da una nomination agli Oscar e da una lunga lista di premi e riconoscimenti in tutto il mondo. Il film rappresenta una mirabile sintesi del cinema di Almodovar degli anni ottanta.
Seguono negli anni novanta alcuni importanti realizzazioni come Il fiore del mio segreto, Carne tremula e Tutto su mia madre nei quali si vanno definendo i caratteri peculiari della sua poetica: il rapporto fra arte e vita, la diversità sessuale, l'amore come malattia e salvezza.

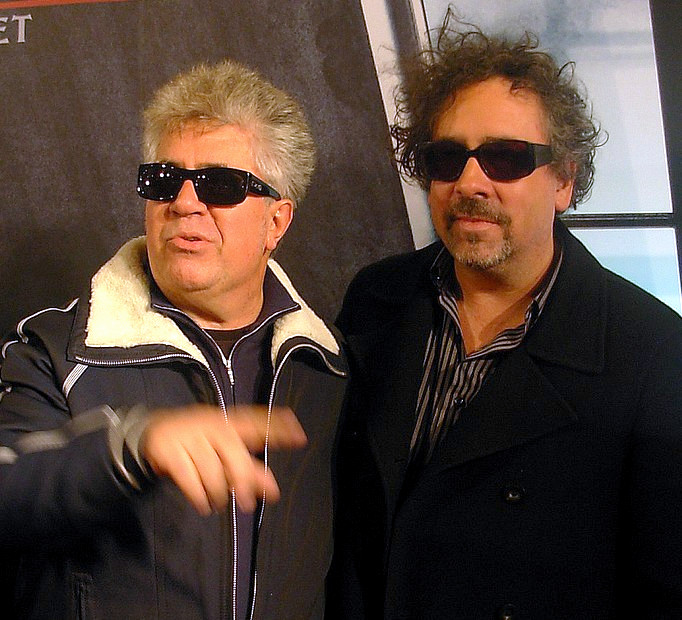
Pedro Almodóvar insieme a Tim Burton nel 2008

### Gli anni duemila
Anche negli anni duemila Almodóvar realizza opere importanti e incisive in cui dimostra di aver raggiunto una straordinaria padronanza della narrazione cinematografica. Nel 2003 ottiene un Oscar per la migliore sceneggiatura originale, per Parla con lei. Il successo di pubblico continua col suo film del 2004 La mala educación. Del 2011 è il film La pelle che abito, presentato anche questo in concorso a Cannes ed ispirato da un romanzo di Thierry Jonquet. Nel 2019, alla Mostra internazionale d'arte cinematografica di Venezia, riceve il Leone d'oro alla carriera.

## Vita privata
Pedro Almodóvar è dichiaratamente ateo e omosessuale. Inoltre, nella sua biografia-intervista Tutto su di me (Conversations avec Pedro Almodóvar), scritta da Frédéric Strauss e pubblicata nel 2008, si dichiara contrario alla psicoanalisi.

## Stile e influenze
Nonostante gli studiosi delle opere di Almodóvar non risultino essere in totale accordo tra loro, è possibile ricondurre le opere di Almodóvar a quattro tappe stilistiche:
1. Tappa sperimentale: film come Pepi, Luci, Bom e le altre ragazze del mucchio, Labirinto di passioni, Che ho fatto io per meritare questo?
2. Tappa di perfezionamento stilistico: La legge del desiderio, Donne sull'orlo di una crisi di nervi, Légami!, Kika - un corpo in prestito
3. Tappa sociale: Il fiore del mio segreto, Parla con lei, Tutto su mia madre, La mala educación
4. Tappa introspettiva: La pelle che abito, Volver - Tornare, Gli amanti passeggeri, Julieta, Dolor y gloria

Oggi Almodóvar, senza rinunciare alla rappresentazione delle realtà marginali della società, caratteristica principale delle sue pellicole d'esordio, sviluppa trame principalmente basate sulle passioni e i sentimenti, sempre più sofisticate e "colorate", con un'abbondanza di elementi scandalistici e provocatori. Temi tipici del regista sono i rapporti fra donne, l'ambiguità sessuale, l'amore e la passione omosessuale (spesso trattata con tocco ironico e autoironico), la critica alla religione.
I registi che hanno influenzato l'opera di Almodóvar sono Luis Buñuel, Rainer Werner Fassbinder, Federico Fellini e Marco Ferreri. Tra gli attori ispanici che più frequentemente hanno lavorato con lui si annoverano Carmen Maura, Marisa Paredes, Penélope Cruz, Cecilia Roth, Victoria Abril, Antonio Banderas, Rossy de Palma, Chus Lampreave e Javier Bardem.

## Opere letterarie parziali
- Fuoco nelle viscere, Mondadori, 2002. ISBN 8804510234
- Patty Diphusa e altre storie, Einaudi, 2004. ISBN 8806170422
- Tutto su di me, Lindau, 2007. ISBN 8871806832 con Frédéric Strauss
- L'ultimo sogno, Guanda, 2023.

## Filmografia

### Regista e sceneggiatore

#### Lungometraggi
- Folle... folle... fólleme Tim! (1978)
- Pepi, Luci, Bom e le altre ragazze del mucchio (Pepi, Luci, Bom y otras chicas del montón) (1980)
- Labirinto di passioni (Laberinto de pasiones) (1982)
- L'indiscreto fascino del peccato (Entre tinieblas) (1983)
- Che ho fatto io per meritare questo? (¿Qué he hecho yo para merecer esto?) (1984)
- Matador (1986)
- La legge del desiderio (La ley del deseo) (1987)
- Donne sull'orlo di una crisi di nervi (Mujeres al borde de un ataque de nervios) (1988)
- Légami! (¡Átame!) (1989)
- Tacchi a spillo (Tacones lejanos) (1991)
- Kika - Un corpo in prestito (Kika) (1993)
- Il fiore del mio segreto (La flor de mi secreto) (1995)
- Carne trémula (1997)
- Tutto su mia madre (Todo sobre mi madre) (1999)
- Parla con lei (Hable con ella) (2002)
- La mala educación (2004)
- Volver - Tornare (Volver) (2006)
- Gli abbracci spezzati (Los abrazos rotos) (2009)
- La pelle che abito (La piel que habito) (2011)
- Gli amanti passeggeri (Los amantes pasajeros) (2013)
- Julieta (2016)
- Dolor y gloria (2019)
- Madres paralelas (2021)
- La stanza accanto (The Room Next Door) (2024)

#### Cortometraggi
- Film político (1974)
- Dos putas, o historia de amor que termina en boda (1974)
- El sueño, o la estrella (1975)
- Homenaje (1975)
- La caída de Sódoma (1975)
- Blancor (1975)
- Sea caritativo (1976)
- Muerte en la carretera (1976)
- Sexo va, sexo viene (1977)
- Salomé (1978)
- Tráiler para amantes de lo prohibido! (1985)
- La concejala antropófaga (2009)
- The Human Voice (2020)
- Strange Way of Life (2023)

### Produttore
- Labirinto di passioni (Laberinto de pasiones), regia di Pedro Almodóvar (1982)
- Donne sull'orlo di una crisi di nervi (Mujeres al borde de un ataque de nervios), regia di Pedro Almodóvar (1988)
- La spina del diavolo (El espinazo del diablo), regia di Guillermo del Toro (2001)
- La niña santa, regia di Lucrecia Martel (2004)
- La mala educación, regia di Pedro Almodóvar (2004)
- La mujer sin cabeza, regia di Lucrecia Martel (2008)
- Gli abbracci spezzati (Los abrazos rotos), regia di Pedro Almodóvar (2009)
- La vita segreta delle parole (La vida secreta de las palabras), regia di Isabel Coixet (2009)
- La pelle che abito (La piel que habito), regia di Pedro Almodóvar (2011)
- Storie pazzesche (Relatos salvajes), regia di Damián Szifrón (2014)
- Il clan (El Clan), regia di Pablo Trapero (2015)
- Zama, regia di Lucrecia Martel (2017)
- L'angelo del crimine (El Ángel), regia di Luis Ortega (2018)
- Sirât, regia di Óliver Laxe (2025)

## Riconoscimenti
- Premi Oscar
  - 2000: miglior film straniero – Tutto su mia madre
  - 2003: migliore sceneggiatura originale – Parla con lei
  - 2003: Candidatura al miglior regista – Parla con lei
- Golden Globe
  - 1989: Candidatura al miglior film straniero – Donne sull'orlo di una crisi di nervi
  - 1992: Candidatura al miglior film straniero – Tacchi a spillo
  - 2000: miglior film straniero – Tutto su mia madre
  - 2003: miglior film straniero – Parla con lei
  - 2006: Candidatura al miglior film straniero – Volver - Tornare
  - 2009: Candidatura al miglior film straniero – Gli abbracci spezzati
  - 2011: Candidatura al miglior film straniero – La pelle che abito
  - 2020: Candidatura al miglior film straniero – Dolor y gloria
- BAFTA
  - 2000: miglior regista – Tutto su mia madre
  - 2000: miglior film in lingua non inglese – Tutto su mia madre
  - 2003: migliore sceneggiatura originale – Parla con lei
  - 2003: miglior film in lingua non inglese – Parla con lei
  - 2012: miglior film in lingua non inglese – La pelle che abito
- Bangkok International Film Festival Award
  - 2002: Miglior film – Parla con lei
- British Independent Film Award
  - 1999: Miglior film in lingua straniera – Tutto su mia madre
- Broadcast Film Critics Association Awards
  - 2000: Miglior film straniero – Tutto su mia madre
  - 2009: Miglior film straniero – Gli abbracci spezzati
- Chicago Film Critics Association
  - 1999: Miglior film straniero – Tutto su mia madre
- David di Donatello
  - 1989: miglior regista straniero – Donne sull'orlo di una crisi di nervi
  - 2000: miglior film straniero – Tutto su mia madre
- European Film Awards
  - 1988: miglior film giovane – Donne sull'orlo di una crisi di nervi
  - 1999: miglior film – Tutto su mia madre
  - 2002: miglior film – Parla con lei
  - 2002: miglior regista – Parla con lei
  - 2002: miglior sceneggiatura – Parla con lei
  - 2006: miglior regista – Volver - Tornare
  - 2004: Candidatura al miglior film – La mala educaciòn
  - 2004: Candidatura al miglior regista – La mala educaciòn
  - 2004: Candidatura alla miglior sceneggiatura – La mala educaciòn
  - 2006: Candidatura al miglior film – Volver - Tornare
  - 2009: Candidatura al miglior regista – Gli abbracci spezzati
- Festival di Cannes
  - 1999: Candidatura alla Palma d'oro – Tutto su mia madre
  - 1999: premio per la miglior regia – Tutto su mia madre
  - 2006: Candidatura alla Palma d'oro – Volver - Tornare
  - 2006: premio per la migliore sceneggiatura – Volver - Tornare
  - 2009: Candidatura alla Palma d'oro – Gli abbracci spezzati
  - 2011: Candidatura alla Palma d'oro – La pelle che abito
  - 2019: Candidatura alla Palma d'oro – Dolor y gloria

- Festival internazionale del cinema di Berlino
  - 1990: Candidatura all'Orso d'oro – Légami!
- Florida Film Critics Society
  - 2011: Miglior film straniero – La pelle che abito
- Guldbagge Award
  - 2000: Miglior film straniero – Tutto su mia madre
- London Film Critics Circle Award
  - 2006: Miglior film straniero – Volver - Tornare
- Los Angeles Film Critics Association
  - 2000: Miglior film straniero – Tutto su mia madre
  - 2003: Miglior regista – Parla con lei
- Mostra del Cinema di Venezia
  - 1988: Premio Osella – Donne sull'orlo di una crisi di nervi
  - 1988: Candidatura al miglior film – Donne sull'orlo di una crisi di nervi
  - 2019: Leone d'oro alla carriera
  - 2024: miglior film – La stanza accanto
- National Board of Review of Motion Pictures
  - 1988 – miglior film straniero – Donne sull'orlo di una crisi di nervi
  - 2000 – miglior film straniero – Tutto su mia madre
  - 2002 – miglior film straniero – Parla con lei
  - 2006 – miglior film straniero – Volver - Tornare
- New York Film Critics Circle Awards
  - 1988: Miglior film straniero – Donne sull'orlo di una crisi di nervi
  - 1999: Miglior film straniero – Tutto su mia madre
  - 2004: Miglior film straniero La mala educaciòn
- Phoenix Film Critics Society Award'
  - 2009: Miglior film straniero – Gli abbracci spezzati
  - 2011: Miglior film straniero – La pelle che abito
- Premi César
  - 1993: miglior film straniero – Tacchi a spillo
  - 2000: miglior film straniero – Tutto su mia madre
- Premio Goya
  - 1989: miglior film – Donne sull'orlo di una crisi di nervi
  - 1989: migliore sceneggiatura originale – Donne sull'orlo di una crisi di nervi
  - 2000: miglior film: Tutto su mia madre
  - 2000: miglior regista – Tutto su mia madre
  - 2003: miglior film – Parla con lei
  - 2007: miglior film – Volver - Tornare
  - 2007: miglior regista – Volver - Tornare
- San Diego Films Critics Society Award
  - 2002: Miglior film straniero – Parla con lei
- Satellite Award
  - 1999: miglior film in lingua straniera – Tutto su mia madre
  - 2002: miglior film in lingua straniera – Parla con lei
  - 2002: miglior sceneggiatura originale – Parla con lei
  - 2006: miglior film in lingua straniera – Volver - Tornare
  - 2009: miglior film in lingua straniera – Gli abbracci spezzati
- Vancouver Film Critics Circle Award
  - 2002: Miglior film in lingua non inglese – Parla con lei
  - 2006: Miglior film in lingua non inglese – Volver - Tornare